# Mélampyre des prés
Melampyrum pratense
Espèce
Classification APG III (2009)
Statut de conservation UICN

 LC  : Préoccupation mineure

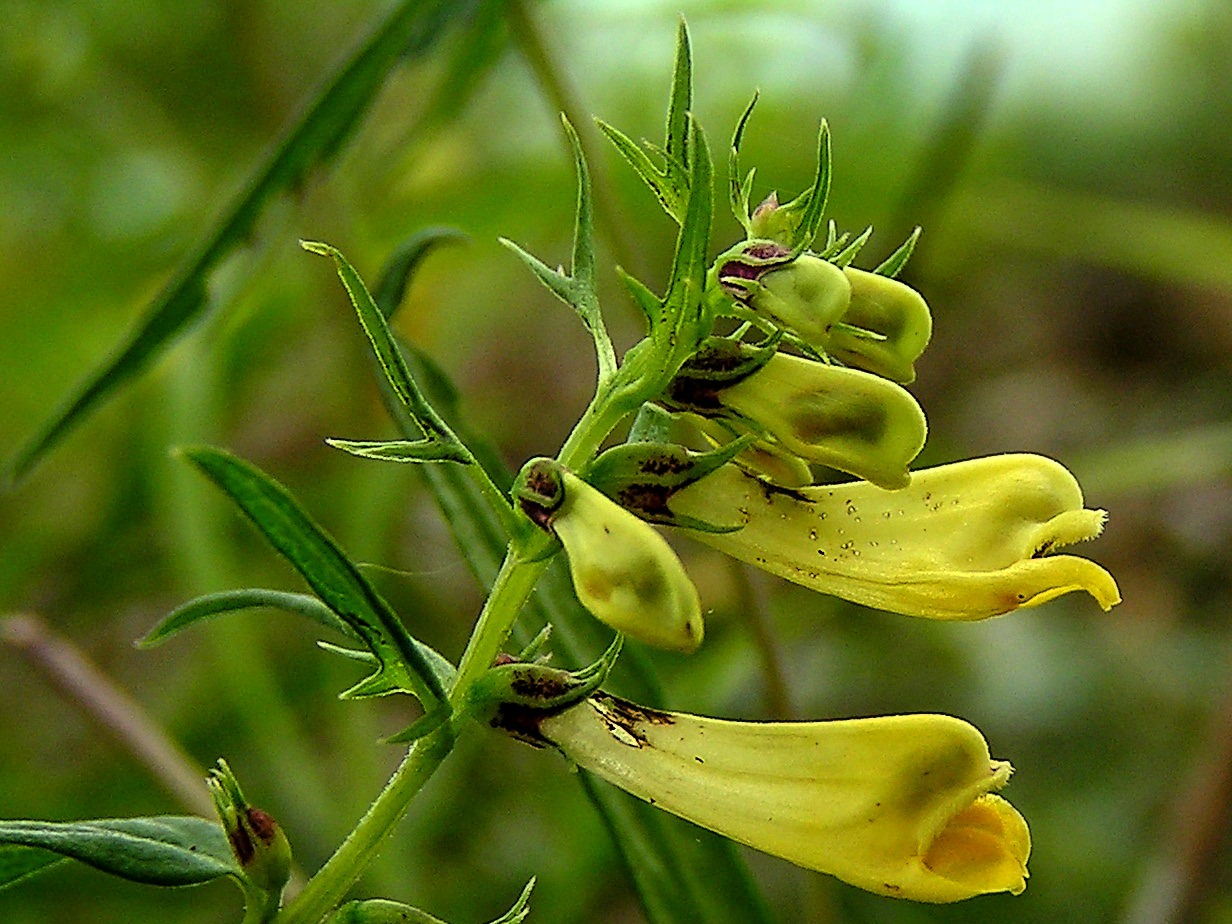
Fleurs et boutons

Le Mélampyre des prés (Melampyrum pratense), autrefois également appelé Millet des bois, Cochelet, Sarriette jaune est une plante herbacée annuelle de la famille des Orobanchacées (anciennement Scrofulariacées) qui pousse dans les sous-bois, dans les clairières de mi-ombre, ou dans les taches de lumière au sol dans une forêt localement moins dense. Elle est hémiparasite.

## Habitat et aire de répartition
- Clairières forestières ou taches de lumière en forêt peu dense
- Ourlets externes de forêts acidophiles médioeuropéens

La présence de cette espèce indique un sol présentant de grandes variétés d'humidité et pauvre en azote.
Aire de répartition : eurasiatique

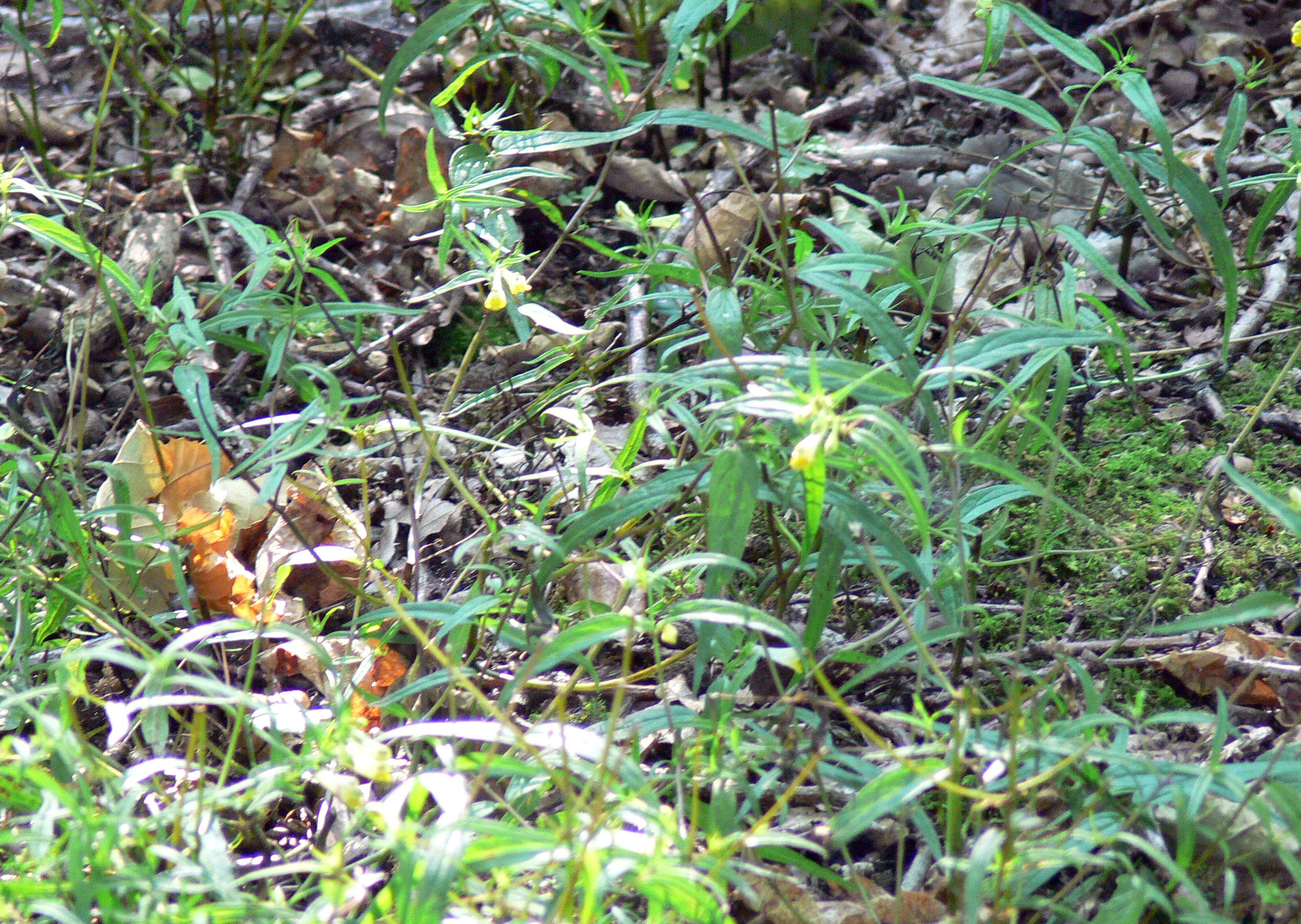
Population de mélampyres des prés, (à Wildwood, Kent, Royaume-Uni) réapparue après qu'on eut réintroduit sur ce site des castors (castor européen)

Restauration d'habitats : l'English Nature, avec le centre d'élevage de Wildwood (Kent) ont constaté que la réintroduction du Castor dans le bois de Wildwood avait permis le retour de cette plante, et par suite la conservation d'une population de Mélitée du mélampyre, encore nommé Damier Athalie pour les Français ou "fritillaire de mai" pour les Anglais. Cette espèce est menacée par la raréfaction des prés embocagés, clairières et des taillis intra-forestiers qui avaient - après la disparition des grands mammifères herbivores - offert des habitats de substitution au mélampyre des prés et à son hôte, le papillon mélitée du mélampyre.

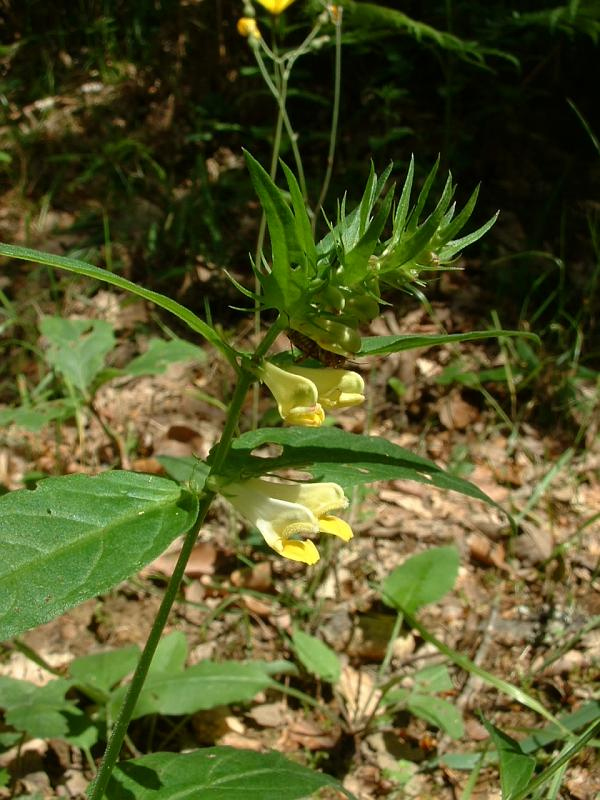
Mélampyre des prés, vue rapprochée

## Description
C'est une plante moyenne de la strate herbacée, à feuilles opposées, lancéolées, vert sombre.
Les fleurs sont jaune soufre.

### Caractéristiques
Organes reproducteurs
- Couleur dominante des fleurs : jaune
- Période de floraison : juillet-septembre
- Inflorescence : glomérules
- Sexualité : hermaphrodite
- Pollinisation : entomogame, autogame

Graine
- Fruit : capsule
- Dissémination : myrmécochore (graines dispersées par des fourmis)

Données d'après : Julve, Ph., 1998 ff. - Baseflor. Index botanique, écologique et chorologique de la flore de France. Version : 23 avril 2004.

## Organismes associés
Ce Mélampyre est hémiparasite des chênes et des charmes. 
Plusieurs insectes et champignons sont associés à cette espèce :
- chez les Diptères (mouches), les larves de Phytomyza flavofemorata Strobl, 1893 se développent sur les jeunes fruits. La larve d'une autre espèce, Phytomyza rostrata Hering, 1934, est une mineuse des feuilles.
- chez les pucerons et les aleurodes ( Hémiptères Sternorrhynches), le Mélampyre des prés héberge Macrosiphum melampyri Mordvilko, 1919, Aphis coffeata Mamontova, 1979, Aleyrodes lonicerae Walker, 1852, et fait partie des hôtes secondaires de Brachycaudus persicae Passerini, 1860, de Aphis frangulae Kaltenbach, 1845.
- chez les punaises, il est une des principales plantes-hôte d'Adomerus biguttatus (Linnaeus, 1758) (Cydnidae), et de divers Miridae, Adelphocoris reichelii (Fieber, 1836), dont certains plus polyphages comme Capsodes flavomarginatus (Donovan, 1797), Lygocoris pabulinus (Linnaeus, 1761), Mecomma ambulans (Fallén, 1858), Phytocoris austriacus Wagner, 1954.
- chez les papillons, la Mélitée du Mélampyre (Nymphalidae) porte dans son nom français celui de cette plante-hôte, et Eupithecia plumbeolata (Haworth, 1809) (Geometridae) y est associée entre autres plantes, mais des espèces plus polyphages s'y développent également, comme Cnephasia asseclana (Denis & Schiffermüller, 1775) (Tortricidae), le Damier du frêne (Euphydryas maturna (Linnaeus, 1758), Nymphalidae), et Anania fuscalis (Denis & Schiffermüller, 1776) (Crambidae).
- une dizaine de champignons s'y développent également: les Erysiphaceae Golovinomyces orontii (Castagne) Heluta 1988 et Podosphaera phtheirospermi (Hennings & Shirai) Braun & Liu, 2010,  les Peronosporaceae Peronospora tranzscheliana Bakhtin, 1925, Peronospora melampyri (Buchholz) Davis, 1932, très spécialisées, les Pucciniales Puccinia nemoralis Juel, 1894 et Coleosporium melampyri (Rebentisch) Klebahn, 1854,  monophages sur Melampyrum, et Cronartium flaccidum (Albertini & Schweinitz) Winter, 1880, plus polyphage, et les Mycosphaerellaceae monophages Ramularia melampyri Ellis & Dearness, 1893 et Septoria melampyri Strasser, 1910 et la plus polyphage Ramularia coleosporii Saccardo, 1880.